# Gòtic llenguadocià
El gòtic llenguadocià, també conegut amb els noms de tolosà o, més comunament, meridional, és un tipus d'arquitectura gòtica que es va desenvolupar al llarg del segle xiii a les regions occitanes que avui conformen a grans trets el Llenguadoc. Aquest estil de gòtic es caracteritza per l'austeritat de les seves construccions i el seu aspecte defensiu.

## Marc històric
Durant els anys en què l'heretgia càtara es va desenvolupar per les terres del Llenguadoc, l'Església Catòlica Romana va haver de fer front a crítiques severes sobre les seves actituds terrenals, especialment pel que feia al seu luxe i opulència. Després de l'expulsió política de l'aristocràcia local durant la croada albigesa (1209-1229), calia recuperar els esperits de la nova terra conquerida. Per aconseguir-ho es va crear la Inquisició, que tenia l'objectiu de perseguir i eliminar els focus de catarisme que encara quedaven al Llenguadoc, i es va posar èmfasi en el desenvolupament d'un estil arquitectònic més auster i senzill.
El gòtic llenguadocià apareix, doncs, com un art militant que actuava com una arma important de l'Església en la seva lluita contra la dissidència càtara, intentant combatre els prejudicis d'austeritat de l'heretgia i donant-li a la predicació un espai adequat.

## Àrea geogràfica
El gòtic llenguadocià, com el seu nom indica, el trobem a la zona del Llenguadoc, principalment a les regions on es va desenvolupar el catarisme i que va haver de patir la repressió religiosa i militar dels barons del nord. El nou control religiós nascut després de la croada albigesa va donar lloc a moltes noves construccions o reconstruccions tant d'edificis religiosos com de civils.
Les regions que concentren el desenvolupament d'aquest estil arquitectònic són, per tant, els actuals departaments de l'Alta Garona (Tolosa), Tarn (Albi), Tarn i Garona (Montalban), Arieja, Gers, Aude, Pirineus Orientals, Erau, així com també puntualment en altres departaments veïns.

## Característiques
El gòtic llenguadocià es caracteritza, a grans trets, per l'austeritat dels edificis, l'ús de contraforts en lloc d'arcbotants i per la presència de poques i estretes obertures a l'exterior. L'arquitectura romànica es va allargar més en el temps en aquesta zona que al nord de França, cosa que va fer que no existís una interrupció real en el moment del canvi d'estil arquitectònic. En aquest sentit, molts dels edificis que van adoptat aquest gòtic són d'una sola nau amb cobertura de fusta sustentada per un sostre format d'arcs diafragmàtics (Església de Nostra Senyora de l'Assumpció de Grussan).
Els edificis sovint tenen un aspecte militar i defensiu.

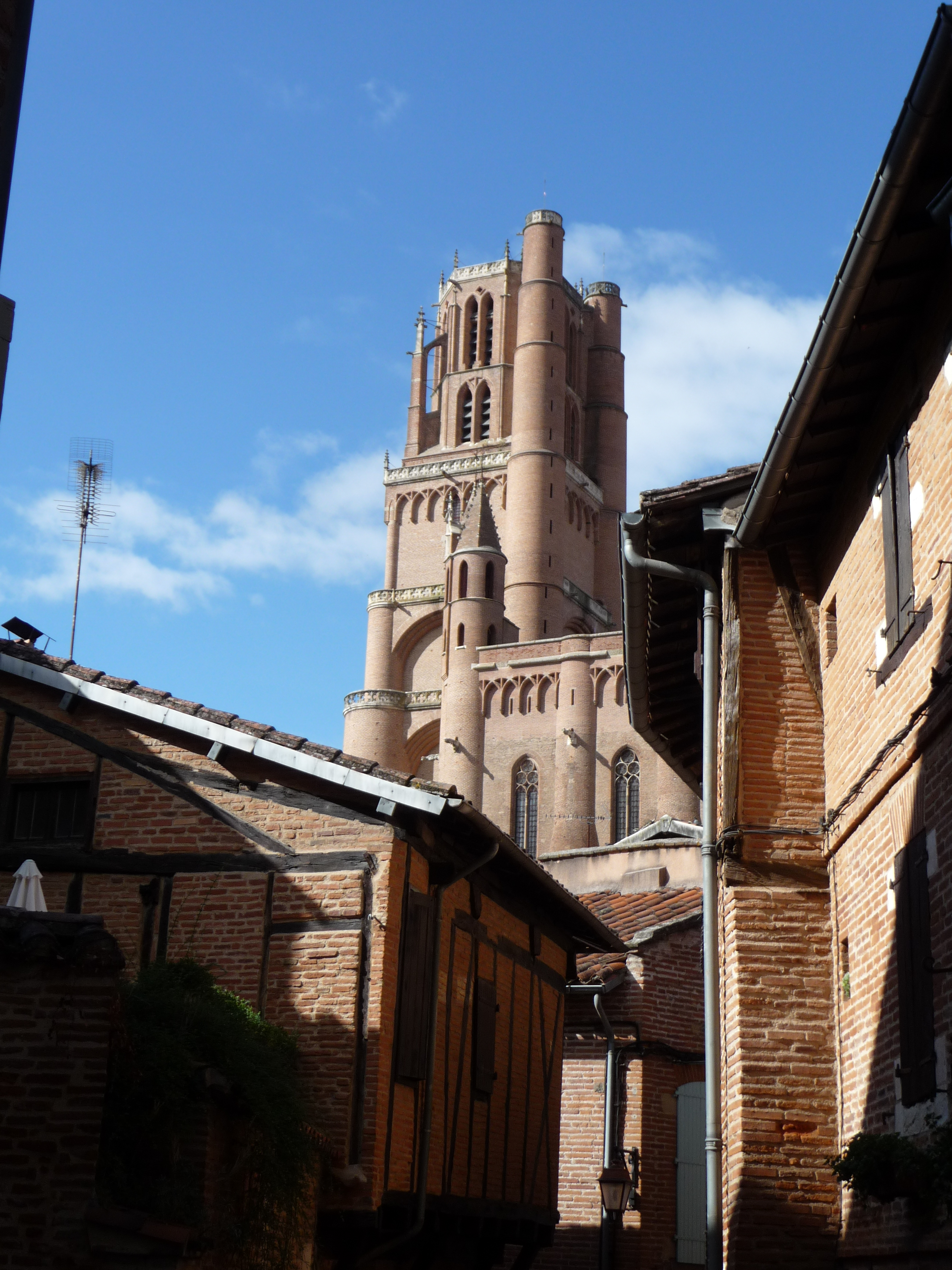
Catedral d'Albi, amb un fort aspecte defensiu.

### Construcció de maó
Com qualsevol construcció que utilitza preferentment el material local, el gòtic llenguadocià de les regions de Tolosa, Montalban i Albi fa ús principalment del maó de terra cuita (maó tolosà o brique foraine en francès). L'ús del maó va esdevenir un dels signes distintius d'aquest estil. Els constructors van utilitzar tècniques adaptades a aquest material, com l'arc de mitra típic del gòtic de Tolosa.
El maó es presta a composicions geomètriques decoratives, però hi ha poques escultures integrades a l'arquitectura. Segons el tipus d'argila emprada, els maons es poden modelar o arrodonir mitjançant abrasió. Alguns edificis fan servir pedra amb moderació per crear contrastos de colors.
Les regions veïnes situades sota aquesta influència però dominades per la pedra sovint utilitzaven el mateix vocabulari arquitectònic.

### Nau única
La recuperació dels fidels també passava per la predicació (d'aquí la fundació, per exemple, de l'orde dels Frares Predicadors el 1215 per part de Domènec de Guzmán). Per això en el gòtic llenguadocià hi predomina la nau única, que promou l'acústica i posa tots els fidels sota la mirada del predicador. La nau està flanquejada de capelles laterals, situades entre els contraforts i coronades per grans finestrals que la il·luminen. La gran nau dels Jacobins de Tolosa està dividida per una filera de pilars que travessen la part central de l'espai, però no obstant això és una entitat única.
L'antiga nau (principis del segle xiii) de la catedral de Tolosa marca el naixement del gòtic llenguadocià. El bisbe Folquet la va concebre com un desafiament monumental i espiritual al catarisme. Dos elements estructurals fonamentals d'aquesta construcció van contribuir a definir el gòtic de Tolosa: la nau única i la volta de creueria, el que va permetre la construcció d'una volta de mida inusual a Occitània (19 metres). La nau de la catedral de Tolosa també participa en el despullament que s'inspira en Sant Bernat, caracteritzat per l'absència de decoració tallada.
A partir d'aquest innovador edifici construït entre el 1210 i el 1220, del que en resten tres trams dels cinc originals, en sorgiran les innovacions arquitectòniques realitzades als convents dels mendicants de Tolosa i culminaran amb el convent dels Jacobins de Tolosa i la catedral de Santa Cecília d'Albi.

### Campanar
Els campanars del gòtic llenguadocià poden ser de qualsevol tipus, tot i que dues formes en seran característiques: el campanar octogonal de tipus tolosà i el d'espadanya.

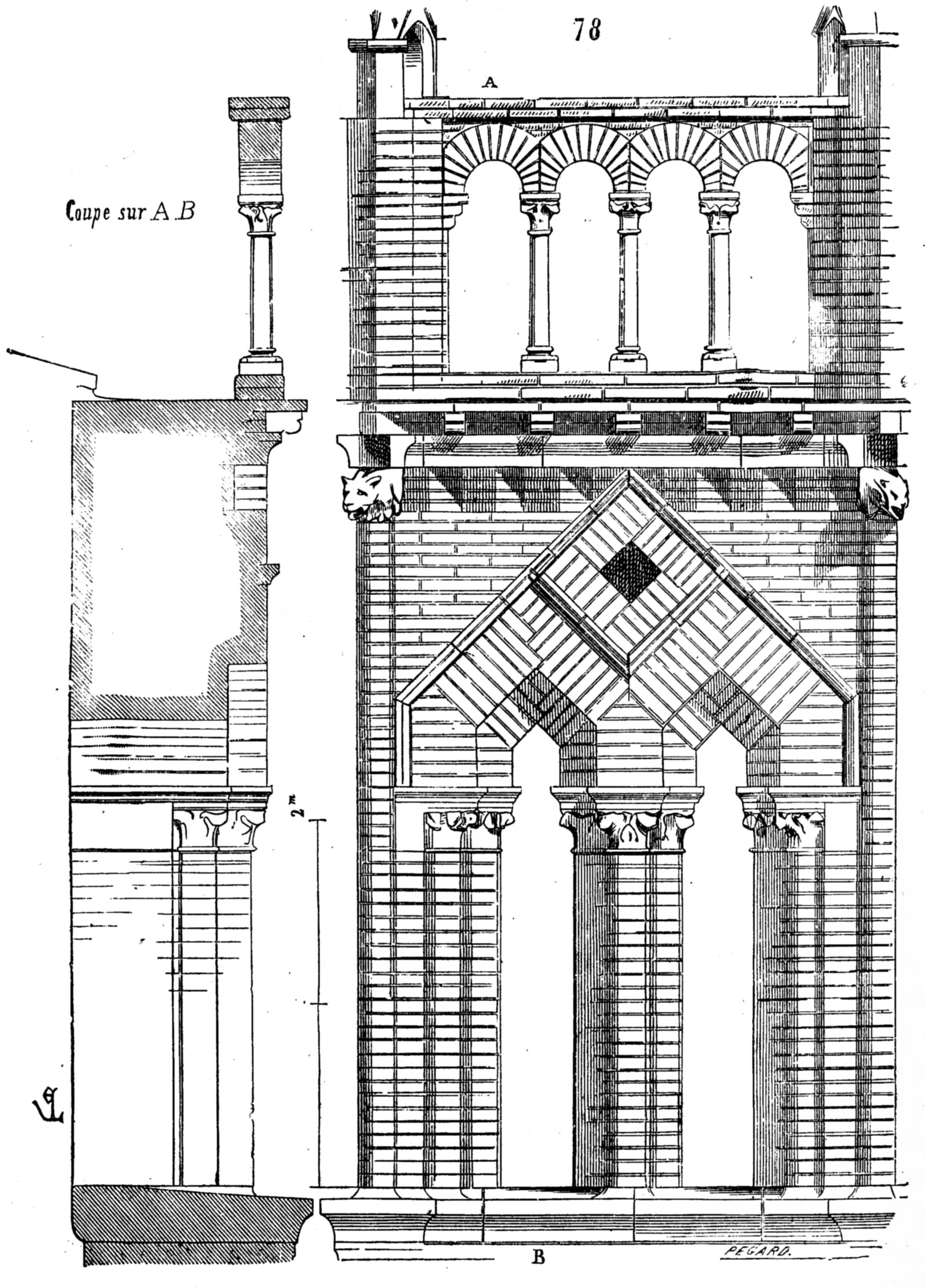
Arc en mitra en una secció de la part superior del campanar dels Jacobins de Tolosa, típic del gòtic llenguadocià.

#### Campanar tolosà
A la regió de Tolosa, el típic campanar octogonal en etapes decreixents hi va aparèixer en època romànica. Va passar sense maldecaps al gòtic, canviant-hi només la forma de les finestres. Normalment estan coronats per una agulla, tot i que molts d'aquests campanars l'han perduda. El prototip que va servir de model per a aquest tipus de campanar va ser el de Sant Serni de Tolosa, remodelat a l'època gòtica amb finestres amb arcs en mitra (cap al 1270) que van substituir parcialment les finestres de mig punt romàniques.

#### Campanar d'espadanya
Aquest tipus de campanar és més freqüent en edificis menys monumentals. En el gòtic llenguadocià aquests campanars sovint van equipats amb finestres d'arcs mitrats i presenten un aspecte de fortificació (cresteries, lladroneres). En aquest cas també és un temple de Tolosa el que en va marcar el model: l'església de Nostra Senyora del Taur.

### Elements de fortificació
En el gòtic llenguadocià hi són comuns els elements defensius: cresteries, lladroneres, passarel·les, miradors, torres de guaita. La majoria de les vegades, excepte en els casos en què l'església està inclosa en un sistema defensiu, aquests elements només tenen un paper decoratiu i essencialment simbòlic, ja que pretenen afirmar el poder de l'Església. A Nostra Senyora de Cimòrra, Viollet-le-Duc va afegir-hi una torre de vigilància i torres de guaita a la part alta dels contraforts, i en va suprimir els miradors que sovint indicaven la presència d'un camí de ronda cobert (com la catedral de Santa Maria de Lombèrs, al Gers, l'església de Sant Nicolau a Tolosa, o fins i tot a Sant Serni, on els miradors construïts en època gòtica, Viollet-le-Duc els va suprimir i, més tard, van ser reintroduïts per la restauració del 1985).

## Edificis civils
Si bé és cert que s'aplica el terme del gòtic llenguadocià essencialment als edificis de culte com són esglésies i catedrals, els principis de la seva arquitectura es poden trobar també en edificis destinats a usos civils. En aquest sentit trobem construccions no religioses que es construeixen amb sobrietat, tenen absència o limitació de decoració tallada, aparença massissa, elements defensius. A tall d'exemple es poden esmentar el col·legi de Sant Ramon de Tolosa o el palau de la Bèrbia a Albi.

## Llista d'edificis
| Alt Pirineu                                  | Alt Pirineu               | Alt Pirineu  | Alt Pirineu |
| Nom                                          | Comuna                    | Construcció  | Imatge      |
| -------------------------------------------- | ------------------------- | ------------ | ----------- |
| Abadia de l'Escaladiu                        | Bonamason                 | s. XII-XVIII |             |
| Església de Sant Joan Baptista               | Tarba                     | S. XV        |             |
| Alta Garona                                  |                           |              |             |
| Nom                                          | Comuna                    | Construcció  | Imatge      |
| Església de Nostra Senyora de la Nativitat   | Alan                      | s.XIV        |             |
| Església de Sant Pau                         | Auta-riba                 | s.XIV        |             |
| Església de Nostra Senyora dels Miracles     | Avinhonet de Lauraguès    | s. XIV       |             |
| Església de Sant Sadurní                     | Aigasvivas                | s.XIV        |             |
| Església de Sant Esteve                      | Basièja                   | s. XIV-XV    |             |
| Església de Sant Pere                        | Basús                     | s. XV        |             |
| Església de Sant Pere                        | Blanhac                   | s. XII-XV    |             |
| Església de Nostra Senyora de Bonlòc         | Bonlòc                    | s. XIV       |             |
| Església de Sant Bartomeu                    | Daus                      | s. XIV       |             |
| Església de Nostra Senyora de l'Assumpció    | Granada                   | s. XIII-XIV  |             |
| Església de Sant Eutropi                     | Miramont d'Auta-riba      | ?            |             |
| Església de Nostra Senyora de l'Assumpció    | Montjard                  | s.XVI        |             |
| Església de Sant Andreu                      | Montgiscard               | s. XV-XVI    |             |
| Església de Sant Bartomeu                    | Plasença de Toish         | s. XIII      |             |
| Església de Santa Maria Magdalena            | Pibrac                    | s. XIII-XV   |             |
| Catedral de la Nativitat de Maria            | Rius                      | s. XIV       |             |
| Església de Sant Fèlix                       | Sant Felitz de Lauragués  | s. XIV-XV    |             |
| Església de Santa Àgueda i Sant Julià        | Sent Julian               | s.XIV        |             |
| Catedral de Sant Bertran de Comenge          | Sant Bertran de Comenge   | s. XII-XIV   |             |
| Convent dels Agustins                        | Tolosa                    | s. XIV       |             |
| Catedral de Sant Esteve                      | Tolosa                    | s.XIII       |             |
| Església dels Cordelièrs                     | Tolosa                    | s.XIV        |             |
| Església dels Jacobins                       | Tolosa                    | s.XIII       |             |
| Església de Sant Pere de les Cosinas         | Tolosa                    | s. XI-XV     |             |
| Església de Sant Nicolau                     | Tolosa                    | s. XII-XIV   |             |
| Església de Nostra Senyora del Taur          | Tolosa                    | s. XIV-XVI   |             |
| Església de Nostra Senyora de la Dalbada     | Tolosa                    | s.XV         |             |
| Hotel Vinhas                                 | Tolosa                    | s. XVI       |             |
| Col·legi Sant Ramon                          | Tolosa                    | s. XVI       |             |
| Casa del carrer Crotz Baranhon, 15           | Tolosa                    | s. XIV       |             |
| Casa del carrer Crotz Baranhon, 19           | Tolosa                    | s.XIV        |             |
| Església de Sant Pere i Sant Febadi          | Venèrca                   | s. XII-XIII  |             |
| Església de Nostra Senyora de l'Assumpció    | Vilafranca de Lauragués   | s.XIII       |             |
| Arieja                                       |                           |              |             |
| Nom                                          | Comuna                    | Construcció  | Imatge      |
| Església de Sant Joan Baptista               | Lesat                     | s. XII-XV    |             |
| Església de Sant Bartomeu                    | Lo Fossat                 | s, XIV       |             |
| Catedral de Sant Maurici                     | Mirapeis                  | s. XII-XIX   |             |
| Catedral de Sant Antoní                      | Pàmies                    | s. XII-XIX   |             |
| Església de Nostra Senyora del Camp          | Pàmies                    | s. XIV       |             |
| Torre dels Cordelièrs                        | Pàmies                    | s. XIV-XVI   |             |
| Torre de la Moneda                           | Pàmies                    | s. XIV-XV    |             |
| Església de Sant Ibars                       | Sent Ibarç                | s.XIII-XIV   |             |
| Aude                                         |                           |              |             |
| Nom                                          | Comuna                    | Construcció  | Imatge      |
| Església de Sant Germà                       | Alairac                   | s. XIII-XIV  |             |
| Església de Sant Julià i Santa Basilissa     | Asilha                    | s. XIV       |             |
| Església del Carme                           | Carcassona                | s. XIV       |             |
| Església de Sant Vicenç                      | Carcassona                | s.XIII-XV    |             |
| Catedral de Sant Miquel                      | Carcassona                | s.XIII       |             |
| Església de Sant Fèlix                       | Lesinhan de las Corbièras | s. XIII-XIV  |             |
| Església de Nostra Senyora de Marcelha       | Limós                     | s. XIV       |             |
| Avairon                                      |                           |              |             |
| Nom                                          | Comuna                    | Construcció  | Imatge      |
| Església del Sant Sepulcre                   | Vilanòva                  | s. XIV       |             |
| Erau                                         |                           |              |             |
| Nom                                          | Comuna                    | Construcció  | Imatge      |
| Col·legiata de Sant Esteve                   | Capestanh                 | s. XIV       |             |
| Església de Sant Sulpici                     | Castèlnòu de Guèrs        | s. XIII-XIV  |             |
| Església de Sant Gervasi                     | Caus                      | s. XIII-XIV  |             |
| Església de Sant Pau                         | Frontinhan                | s. XII-XIV   |             |
| Església de la Trinitat                      | La Torre d'Òrb            | s. XIV       |             |
| Catedral de Sant Fulcrà                      | Lodeva                    | s. XIII-XV   |             |
| Església de Santa Cecília                    | Lopian                    | s. XIV       |             |
| Església de Sant Andreu                      | Montanhac                 | s. XIV-XVI   |             |
| Gers                                         |                           |              |             |
| Nom                                          | Comuna                    | Construcció  | Imatge      |
| Església de Sant Cesarí                      | Cimòrra                   | s.XIV        |             |
| Catedral de Sant Pere                        | Condòm                    | s. XIV       |             |
| Església de Nostra Senyora de l'Assumpció    | Gimont                    | S. XIV-XV    |             |
| Catedral de Sant Gervasi i Sant Protasi      | Leitora                   | s. XII-XV    |             |
| Catedral de Santa Maria                      | Lombèrs                   | s.XIV-XV     |             |
| Puèi Domat                                   |                           |              |             |
| Nom                                          | Comuna                    | Construcció  | Imatge      |
| Església de Nostra Senyora de la Prosperitat | Clarmont d'Alvèrnia       | s. XIII-XV   |             |
| Tarn                                         |                           |              |             |
| Nom                                          | Comuna                    | Construcció  | Imatge      |
| Catedral de Santa Cecília                    | Albi                      | s. XIII-XV   |             |
| Col·legiata de Sant Salvi                    | Albi                      | s. XII-XV    |             |
| Palau de la Bèrbia                           | Albi                      | s. XIII      |             |
| Església de Sant Miquel                      | Còrdas d'Albigés          | s. XIII-XV   |             |
| Monestir de Sant Miquel                      | Galhac                    | s. X-XIII    |             |
| Església de Sant Pere                        | Galhac                    | s. XII-XIII  |             |
| Església de Sant Salvi                       | Girocens                  | s. XIII      |             |
| Catedral de Sant Alà                         | La Vaur                   | s. XIII      |             |
| Església de Sant Francesc                    | La Vaur                   | s. XIII      |             |
| Església de Nostra Senyora del Burg          | Rabastens                 | s. XIII-XV   |             |
| Tarn i Garona                                |                           |              |             |
| Nom                                          | Comuna                    | Construcció  | Imatge      |
| Església de Sant Martí d'Aucamvila           | Aucamvila                 | s.XIII-XVI   |             |
| Capella de Santa Caterina del Port           | Autvilar                  | s. XIV       |             |
| Església de Sant Pere                        | Autvilar                  | s. XIII-XIV  |             |
| Església de Nostra Senyora de l'Assumpció    | Bèumont de Lomanha        | s. XIV       |             |
| Església de Sant Mafre                       | Castèlmairan              | s. XIII      |             |
| Església de Sant Salvador                    | Los Sarrasins             | s. XIII-XV   |             |
| Església de Sant Martí                       | Finhan                    | s.XIV        |             |
| Església de Sant Jaume                       | Montalban                 | s. XIII      |             |

### Llibres
- Biget, Jean-Louis; Escourbiac, Michel. La cathédrale Sainte-Cécile (en francès).  Odyssée, 1998. ISBN 290947805X.
- Finney, Paul Corby. Seeing Beyond the World: Visual Arts and the Calvinist Tradition (en anglès).  Grand Rapids : W.B. Eerdmans, 1999. ISBN 9780802838605. OCLC ocm38580093.
- Foucart, Bruno; Harmon, Françoise. L'architecture religieuse au XIXe siècle: entre éclectisme et rationalisme (en francès).  PU Paris-Sorbonne, 2006. ISBN 978-2840504429.
- Dieuzaide, Jean; Prin, Maurice. Les Jacobins de Toulouse. Regard et description (en francès).  Tolosa de Llenguadoc: Les Amis des Archives de la Haute-Garonne, 2007. ISBN 978-2-907416-30-6.

### Articles
- Biget, Jean-Louis; Pradalier, Henri «L'art cistercien dans le Midi Toulousain» (en francès). Cahiers de Fanjeaux [Tolosa de Llenguadoc], 21, 1986, pàg. 313-370.
- Carbonell-Lamothe, Yvette «Un gothique méridional?» (en francès). Midi, 2, 1987, pàg. 53-58.
- Durliat, Marcel «L'architecture gothique méridionale au XIIIe siècle» (en francès). École antique de Nîmes, Bulletin annuel [Nimes], 8-9, 1973-1974, pàg. 63-132.
- Lavedan, Pierre «Raymond Rey. L'art gothique du Midi de la France» (en francès). Annales du Midi, 48, 192, 1936, pàg. 409-413.
- Napoleone, A. L. «Les maisons gothiques de Toulouse (XIIe-XIVe siècles)» (en francès). Archéologie du Midi Médiéval, 8-9, 1990, pàg. 121-141.
- Pradalier, Henri «L'art médiéval dans le Midi Toulousain» (en francès). Congrès archéologique de France. Monuments en Toulousain et Comminges - 154a sessió. Société française d'archéologie [París], 1996, pàg. 11-17.
- Pradalier, Henri «Les rapports entre l'architecture civile et religieuse de Languedoc et d'Avignon sous les pontificats de Jean XXII et Benoît XII» (en francès). Cahiers de Fanjeaux [Tolosa de Llenguadoc], 26, 1991, pàg. 385-403.
- Prin, Maurice «Les Jacobins» (en francès). Congrès archéologique de France. Monuments en Toulousain et Comminges - 154a sessió. Société française d'archéologie [París], 1996, pàg. 177-187.
- VVAA. La naissance et l'essor du gothique méridional au xiiie siècle, Toulouse (en francès). 9.  Tolosa de Llenguadoc: Cahiers de Fanjeaux, 1974..